# Sussie Pedersen
Sussie Pedersen (ur. 21 lipca 1961 w Kopenhadze) – duńska niepełnosprawna curlerka.
Curling uprawia od 2004. W 2005 wystąpiła na Mistrzostwach Świata jako rezerwowa w zespole Kennetha Ørbæka. Pedersen nie wystąpiła w żadnym ze spotkań. Duńczycy dotarli do finału, w którym ulegli 6:7 Szkotom (Frank Duffy).
Rok później Pedersen reprezentowała Danię na Zimowych Igrzyskach Olimpijskich 2006. W Turynie zagrywała pierwsze kamienie. Duńska ekipa w fazie grupowej wygrała cztery mecze przegrywając trzy. Ponieważ były cztery zespoły z takim samym bilansem meczów, rozegrano mecze barażowe. Dania przegrała tie-breaker przeciwko Norwegii (Geir Arne Skogstad) i zajęła 5. miejsce.
Grała na trzeciej pozycji na Mistrzostwach Świata 2007. Ekipa z Tårnby uplasowała się na 9. miejscu. Duńczycy musieli uczestniczyć w kwalifikacjach do MŚ 2008, podczas których zajęli 3. pozycję. Awans wywalczyły tylko dwie reprezentacje, a Dania przegrała decydujący mecz przeciwko Włochom (Andrea Tabanelli) 4:6. 

## Drużyna
|           | Czwarty/-a    | Trzeci/-a       | Drugi/-a        | Otwierający/-a  |
| --------- | ------------- | --------------- | --------------- | --------------- |
| 2007/2008 | Kenneth Ørbæk | Jørn Kristensen | Sussie Pedersen | Rosita Jensen   |
| 2006/2007 | Kenneth Ørbæk | Sussie Pedersen | Jørn Kristensen | Rosita Jensen   |
| 2005/2006 | Kenneth Ørbæk | Rosita Jensen   | Jørn Kristensen | Sussie Pedersen |